# Девять неизвестных (телесериал)
«Девять неизвестных» — российский телесериал 2005 года. Жанр можно охарактеризовать как мистический детектив с элементами боевика. Действие происходит в основном в Москве и Московской области в наши дни.

## Съёмочная группа
- Генеральные продюсеры: Алексей Земский, Наталия Плаксина
- Режиссёр-постановщик: Александр Муратов
- Автор сценария: Владимир Брагин
- Оператор-постановщик: Ильшат Шугаев
- Художник-постановщик: Юрий Устинов
- Композитор: Николай Парфенюк
- Спецэффекты: студия «Электрофильм», студия «Арт-Станок»

## Актёры

### В главных ролях
- Валентин Гафт — Виктор Евгеньевич Севидов, миллиардер
- Егор Бероев — Мефодий «Миф» Иванович Дарвин
- Владимир Ерёмин — Артур (Левиафан) Поляков, чёрный маг
- Валерий Баринов — Андрей Яковлевич Радугин (Гуго Лебрант), Великий Командор главной коллегии ритуалов восточного предела Ордена Креста и Розы
- Виктор Раков — Сергей Львович Скарабеев, капитан ФСБ
- Александр Пашутин — Александр Леонардович Исповедев, полковник ФСБ, начальник Скарабеева
  - (озвучивает Вадим Яковлев)
- Сергей Епишев — Алек Азифов, чёрный маг
- Ян Цапник — Дмитрий «Макарон» Сергеевич Макарский, друг Мефодия
- Анна Каменкова — Лилия Петровна, мать Мефодия
- Павел Белозёров — Вольфрам Сиверс, глава «Аненербе»
- Александр Цуркан — Рэнк, сотрудник «Аненербе»

### В ролях
- Фёдор Добронравов — Палыч, следователь
- Максим Дрозд — капитан милиции Даниил Гуляев
- Алексей Шейнин — Альфред Хаген
- Валерий Гаркалин — Константин Романович Савич, серийный убийца
- Вячеслав Гришечкин — Котте, инспектор женевской полиции
- Жарков Сергей — Денис, наркоман
- Никита Зверев — Павел, телохранитель Севидова
- Игорь Угольников — Ростислав Дивов, адвокат
- Светлана Свибильская — Ирина, врач 5-й психбольницы
- Павел Кипнис — телохранитель Севидова
- Анна Дубровская — Таня, жена Мефодия

## Сюжет
Глава первая. «Артефакт»
Британский миллионер русского происхождения Виктор Евгеньевич Севидов (Валентин Гафт) за миллион евро покупает в Германии артефакт, который способен выполнить желание. «Если Вы считаете, что Бог обошёлся с Вами несправедливо, он исправит это, но взамен заберёт что-то другое». Тем временем экстрасенс Мефодий (Егор Бероев) пытается заработать деньги. На шоу он почти выиграл миллион рублей, но сдался, прочитав мысли оппонента об его проблемах. Его фирму «Морфей» закрывают. Тем временем в России погибает секретарь Севидова (Егор Баринов) — на него упала картина, и дважды ударила по голове. Капитан Скарабеев (Виктор Раков) из убойного отдела пытается вести дело, но ему не даёт это сделать некий генерал — зам. министра внутренних дел. Друг Мефодия Дмитрий Макарский, он же Макарон (Ян Цапник) предлагает ему месяц поработать в отделении банка, который на днях должен был открыть Севидов с зарплатой 10 тысяч долларов в месяц. Но Мефодий отказывается. Его жена Таня (Анна Дубровская) болеет — у неё тяжёлая травма ноги. На словах Мефодий даёт понять, что он пойдёт работать в банк. Тем временем Скарабеев снова возвращается к Севидову, который то и дело всё время переезжает в другой отель. В коридоре раздаётся шум и грохот битой мебели и стёкол. Скарабеев касается дверной ручки.
Глава вторая. «Тот, кто подаёт голос»
Дверь оказывается запертой. Севидов открывает дверь в порванной рубашке. Скарабеев соглашается провести несколько часов в номере Севидова. Утром Скарабеева забирает машина скорой помощи. Мефодий пытается попасть в банк и даже использует гипноз, но останавливается в последний момент. Оказывается, что Мефодий знает 56 языков, в результате попадания осколка в правое полушарие мозга. Мефодий остаётся без работы. Работник, общавшийся с Мефодием, рассказывает Севидову о феноменальных способностях Мефодия и его знании языков. Таня уходит от Мефодия, не в силах быть ему «обузой», как она считает. Она просит сохранить её кота Брута. Брут полез на крышу, и Мефодий полез за ним, после чего он соскользнул с лестницы, и остался висеть на крыше. Тем временем Скарабеев отчитывается перед начальником в отделении, где занимаются связью сект с международным терроризмом. Его начальник отчитывает его за то, что вместо того, чтобы следить «он начал вербовать известного бизнесмена, которого президент лично назвал своим другом». Телохранители Севидова нашли Мефодия на крыше и чтобы удостовериться, что это он, дают ему прочитать фрагмент Критского диска, который не поддался переводу и являлся самым загадочным диском на планете. Они вытаскивают Мефодия, после чего он едет с ним в номер того же отеля, и узнает от Севидова историю, о том как в 1990-х годах погибли его жена и дочь, и как он увидел на русском кладбище в Женеве чёрного мага Артура, который пообещал ему вернуть его жену и дочь, после чего он 12 лет финансировал исследования Артура по магическому прозвищу Левиафан и второго мага по прозвищу Пифон в области паранормальных явлений. Они дошли так далеко, что возможно остался всего один шаг. Севидов говорит, что здесь будет третий, и ему надо его понять. Предметы в комнате начинают двигаться. Полтергейст чуть было не убивает их, но Севидов переводит в другую комнату, где «ему нечем будет тут нас бить». Однако он не прекращает побои, и бьёт их своим невидимым телом. Так они держатся до утра. Мефодий сообщает, что слышал его, и тот назвал своё имя — Тот, Кто Подаёт Голос. Севидов говорит, что уже слышал это имя.
Глава третья. «Великий уравнитель»
Севидов рассказывает, что «Тот Кто Подаёт Голос» — это Демон Глашатай — Демон у первых врат дома Осириса. Мефодий возвращается домой и засыпает. Когда он проснулся, то узнал, что Макарон нашёл Таню и привёл её домой. На это Мефодий ответил, что он искал кота и узнал от Тани, что это священное животное, которое изгоняет барабашек из дома. Тогда Мефодий возвращается с котом, и они узнают, что демон пришёл предупредить Севидова, чтобы он прекратил исследования и не прикасался к Великому Уравнителю. После Мефодий интересуется, что это такое. Тогда Севидов показывает ему артефакт в форме черепа, который он купил в Германии. Артефакт состоит из розового кварца, но по всем законам физики он должен был треснуть и, кроме того, чтобы произвести такое изделие нужна специальная паста, но на это уйдёт 300 лет. К тому же в артефакте содержится невероятное количество энергии. По легенде, если собрать 13 таких черепов, то откроются врата в другой мир, где начнётся новая счастливая жизнь. По другой легенде он может выполнить желание, если ты считаешь, что Бог с тобой обошёлся не так, и ты хочешь все исправить. Он выполнит это, но потом всё уравняет — заберёт что-то другое. Севидов отдаёт Мефодию артефакт на хранение под условием, чтобы он ему его не отдавал. Вернувшись домой Мефодий узнает, что его жену Таню можно спасти только от ампутации. Тогда Мефодий, несмотря на упрёки Севидова, загадывает вылечить его жену Таню. Артефакт выполнил его желание, но в этой жизни она с ним не была знакома.
Глава четвёртая. «Другая жизнь»
Мефодий приходит к Макарону, но тот тоже не помнит Таню. Тем временем Скарабеев изучает архивы Аненербе. Там он находит архивиста Антошку, который вот уже 8 лет занимается архивами Аненербе. Антошкой оказывается чёрный маг Артур. Артур чуть не убивает Скарабеева, но тот зовёт на помощь, и Артур исчез. Севидов звонит Мефодию, и узнает, что тот потерял Таню. Макарон находит Мефодия, и узнает от него, как они познакомились с Таней. В ресторан, в который поехал Севидов приехал Скарабеев со своим начальником. Они приехали предупредить его. Они рассказали про утренний случай, и про то, что чёрный маг — Артур Поляков — недоучившийся студент университета, член секты «Братья Нефилимы». Во время задержания секты трое покончили с собой, а двоим удалось скрыться. Это и были Левиафан (Артур) и Пифон. Тем временем Артур приходит в ресторан, где он должен был встретиться с Севидовым, и видит ФСБ. Тогда он превращается в невидимку, и толкает начальника Скарабеева, начинается драка с эфэсбэшниками. Артур исчезает, а Севидов с телохранителями уходят через чёрный ход. Они встречают Артура в машине. Он требует вернуть артефакт, и на отрицательный ответ отвечает, что найдёт артефакт любой ценой. Поиски Артура приводят его к Мефодию. Макарон интересуется, можно ли всё это вернуть. Мефодий запрещает ему прикасаться к Уравнителю. Тем временем Артур звонит в дверь.
Глава пятая. «Боевой маг»
Чёрный маг Артур приходит к Мефодию, чтобы забрать артефакт, но телохранителям Севидова удаётся его схватить. Чтобы помочь Мефодию и защитить себя от чёрных магов, Севидов вызывает к себе Магистра Ордена розенкрейцеров Гуго Лебрандта, с которым был знаком по длительной переписке. Тем временем, друг Мефодия, Макарон тоже решает изменить свою судьбу с помощью артефакта.
Глава шестая. «Печать забвения»
Агенты «Аненербе», тайного общества основанного ещё при Гитлере, похищают Севидова: он нужен им как объект уникального эксперимента, разработанного в «Аненербе» в 1944 году. Артур готов совместно с ними продолжить великий эксперимент. В случае успеха маги научатся передвигаться и существовать внутри человеческого сознания. Скарабеев, безуспешно пытающийся, отыскать Севидова обращается за помощью к Мефодию.
Глава седьмая. «Наследие предков (Аненербе)»
Скарабеев и Мефодий собирают команду магов для спасения Севидова, среди них — магистр розенкрейцеров, а также его помощник Алик. Им удаётся найти место, где прячут Севидова.
Глава восьмая. «Призраки прошлого»
Глава девятая. «Аполлон мёртв»
Чтобы спасти Севидова, Радугин, его помощник Алик и Мефодий начинают разыскивать чёрного мага Пифона. След приводит их в психиатрическую больницу, где находится серийный убийца Савич. Радугин обещает избавить Савича от страшной головной боли, если тот раскроет тайну Пифона.
Глава десятая. «Хвост Пифона»
Операция вызволения Севидова заканчивается печально: Артур погибает. Сам же Севидов оказывается в состоянии астральной каталепсии: его тело парализовано, его сознание — между жизнью и смертью. Мефодий впервые узнаёт о тайне «Девяти неизвестных».
Глава одиннадцатая. «Верую — ибо невозможно!»
Глава двенадцатая. «Родина падших ангелов»